# Federerad inlärning
Federerad inlärning (engelska: federated learning) är en maskininlärningsteknik som tränar en algoritm över flera decentraliserade enheter eller servrar som innehåller lokala data utan att utbyta dem . Detta tillvägagångssätt står i kontrast till traditionella centraliserade maskininlärningstekniker där alla lokala datauppsättningar laddas upp till en server, såväl som till mer klassiska decentraliserade tillvägagångssätt som ofta antar att lokala data är identiskt fördelade.
Federerad inlärning gör det möjligt för flera aktörer att bygga en gemensam, robust maskininlärningsmodell utan att dela data, vilket gör det möjligt att hantera kritiska frågor som datasekretess, datasäkerhet, dataåtkomsträttigheter och tillgång till heterogen data. Dess applikationer är spridda över ett antal industrier, inklusive försvar, telekommunikation, IoT, läkemedel och sjukvård .